# Melancholia (2011)
Melancholia ist ein Endzeitfilm des Regisseurs Lars von Trier aus dem Jahr 2011. Die Hauptrollen spielen Kirsten Dunst, Charlotte Gainsbourg und Kiefer Sutherland. Die Premiere des Films fand im Mai 2011 während der 64. Filmfestspiele von Cannes statt.
Melancholia erzählt von einer depressiven jungen Frau, die das Ende der Welt durch die Kollision mit einem anderen Planeten vorhersieht.

## Handlung
Die achtminütige Eingangssequenz des Films zeigt überwiegend Zeitlupenaufnahmen der Hauptfiguren, eines zusammenbrechenden Pferdes, fallender Vögel sowie Bilder der Erde und eines vagabundierenden Planeten. Die Sequenz kulminiert in einer Aufnahme, in der die Erde mit diesem kollidiert. Diese Bilder entstammen einem Traum der Hauptfigur Justine, den sie später noch einmal in Worten wiedergibt.
Nach dieser Ouvertüre setzt die in zwei Akte unterteilte Spielhandlung ein. Der erste, mit „Justine“ überschriebene Akt schildert die Hochzeit von Michael und Justine, die im Schloss ihres Schwagers John und ihrer Schwester Claire ausgerichtet wird. Das Brautpaar verspätet sich zu den Feierlichkeiten, weil seine Stretch-Limousine auf den engen Wegen nur langsam vorankommt. Beim Eintreffen macht Claire Justine Vorwürfe wegen ihrer Verspätung. Justine aber erblickt am Himmel einen Stern, der besonders hell strahlt. Ihr sich für Astronomie begeisternder Schwager John erklärt ihr, dass es sich dabei um den Stern Antares handelt.
Die Festlichkeiten verlaufen wenig harmonisch. Die geschiedenen Brauteltern Gaby und Dexter beschimpfen sich öffentlich vor allen Gästen, und Justine zieht sich, zum Ärger von Claire und John, immer wieder zurück und schläft zwischendurch. Ihr Arbeitgeber Jack, der Justines Beförderung zum Artdirector verkündet, erwartet von ihr noch während der Feier einen Werbeslogan für eine neue Kampagne. Justine sieht sich wieder einmal in eine Rolle gedrängt, die andere für sie ausersehen haben, und fällt in die Depression zurück, unter der sie schon längere Zeit leidet. Gegen Ende des Festes, das sich bis in die Morgenstunden hinzieht, kündigt sie im Streit ihren Arbeitsplatz und wird von ihrem Ehemann verlassen, den sie nächtens mit einem jungen Kollegen betrogen hat, der ihr den Slogan entlocken sollte. Justine stellt fest, dass Antares nicht mehr zu sehen ist.

Die im Film als „Totentanz“ („Dance of Death“) bezeichnete angenommene Flugbahn des Planeten „Melancholia“

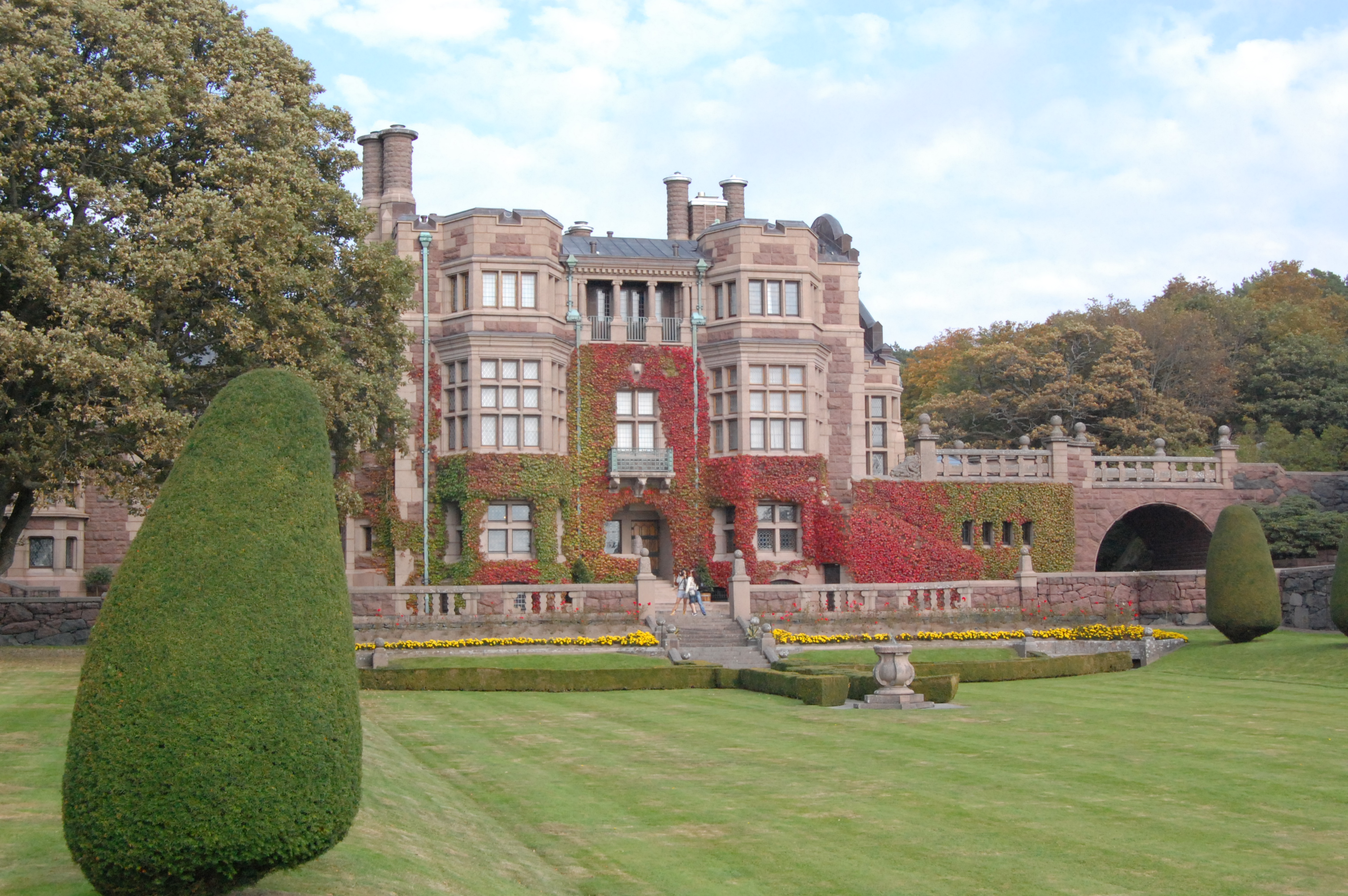
Das schwedische Schloss Tjolöholm, das im Film den Landsitz von Claires Ehemann darstellt

Im zweiten Akt, „Claire“ betitelt, wird Justine von Claire auf den Landsitz zurückgeholt. Sie hilft Justine, ihren Zusammenbruch zu überwinden. Justine reitet mit ihrer Schwester aus. Laut John wird Antares durch den vagabundierenden Planeten „Melancholia“ verdeckt. Der Planet taucht hinter der Sonne auf und zieht vor Antares vorbei. John verkündet, nach Berechnungen der Wissenschaftler werde Melancholia die Erde in unmittelbarer Nähe passieren, ohne dass es zu einem Kontakt kommt. Claire sieht sich voller Unruhe die Bahn von Melancholia auf Internetseiten an, denen zufolge es potentiell zu einer Kollision mit der Erde kommen kann. John versucht sie zu beruhigen, schafft jedoch heimlich Lebensmittel- und Benzinvorräte herbei. Angesichts des nahenden Planeten verliert Claire zunehmend die Fassung, während Justine das Ende der Welt herbeisehnt und sich nachts nackt im Schein des Planeten „sonnt“.
In den folgenden Tagen häufen sich seltsame Vorzeichen. Der Strom in der Villa fällt aus, der Bedienstete erscheint nicht mehr, die Pferde im Stall sind unruhig, das Wetter schlägt wiederholt blitzartig um. Der Planet fliegt zunächst an der Erde vorbei. Es scheint, als habe John recht behalten. Doch „Melancholia“ kreuzt die Erdumlaufbahn ein zweites Mal und bewegt sich diesmal direkt auf die Erde zu. Als John dies herausfindet, nimmt er sich mit Tabletten das Leben. Claire verheimlicht seinen Tod vor den anderen. Sie will mit ihrem Sohn Leo fliehen, doch kein Auto springt mehr an. Justine verweigert Claire die Bitte um ein gemeinsames Abschiednehmen auf der Terrasse bei Kerzenschein und Wein. Jedoch beruhigt sie Leo, indem sie mit ihm aus Ästen eine „magische Höhle“ baut, die sie behüten soll. Kurz vor der Kollision setzen sich Justine, Claire und Leo in den Unterstand und halten sich an den Händen. „Melancholia“ kollidiert mit der Erde, die in einem Flammenmeer untergeht.

## Hintergrund
Die Dreharbeiten fanden vom 22. Juli bis 8. September 2010 in Schweden statt. Die Innenaufnahmen entstanden in den Filmstudios von Trollhättan. Für die Außenaufnahmen wurde auf das Schloss Tjolöholm bei Kungsbacka zurückgegriffen.
Bei der Pressekonferenz zur Premiere während der Filmfestspiele von Cannes kam es zu einem Skandal, als Lars von Trier mit der Aussage provozierte, er könne sich in Adolf Hitler einfühlen und verstehe die innere Logik von dessen Handeln. In der Folge wurde Lars von Trier von den Festspielen ausgeschlossen, der Film blieb jedoch im Wettbewerb.
Melancholia startete am 26. Mai 2011 in den dänischen und am 6. Oktober desselben Jahres in den deutschen Kinos.
Wie andere Filme von Triers enthält auch Melancholia Verweise auf den von ihm bewunderten Regisseur Andrei Tarkowski, darunter die Nutzung von Pieter Bruegels Gemälde Die Jäger im Schnee, das kurz in Justines Traum zu sehen ist und in Tarkowskis Solaris (1972) eine zentrale Rolle spielt.
Als musikalisches Leitmotiv dient der Tristan-Akkord bzw. das Vorspiel der Oper Tristan und Isolde (1865) von Richard Wagner. Wagners Musik begleitet fast 23 % des gesamten Films. Für den Film wurde das Vorspiel eigens aufgenommen und für den Film bearbeitet, indem etwa Takte herausgestrichen wurden oder eine Cello-Aufnahme über die Orchesteraufnahme gelegt wurde.

## Kritiken
Auf den Plattformen Rotten Tomatoes erhielt der Film einen Score von 79 % und auf IMDb ein Rating von 7,1.
Der Filmkritiker Wolfgang M. Schmitt bezeichnete den Film als einen „Geniestreich“ und lobte von Triers Interpretation von Tristan und Isolde. Geschauspielert werde „auf höchstem Niveau“ und der Film ließe uns die „kranke“ Welt hinterfragen.
Christoph Petersen sieht in dem Film „ein direktes Produkt von Lars von Triers eigener Depression“, empfindet den Film aber trotzdem als gelungen.

## Interpretation
Der koreanisch-deutsche Philosoph und Kulturwissenschaftler Byung-Chul Han interpretiert die im Film gezeigte Szenerie als aktuelle Zeitdiagnose und sieht für die Protagonistin einen Heilungsprozess angedeutet. Er liest die depressive Justine beispielhaft als Betroffene von der „Erosion des Anderen, die derzeit in allen Lebensbereichen stattfindet und mit zunehmender Narzissifizierung des Selbst einhergeht. Dass der Andere verschwindet, ist eigentlich ein dramatischer Prozess […]“ „Erst der Planet 'Melancholia' als atopischer Anderer, der in die Hölle des Gleichen einbricht, entfacht bei Justine ein erotisches Begehren.“ „Desaster heißt wörtlich Unstern (lat. des-astrum).“; „Der Eros macht […] eine Erfahrung des Anderen in seiner Andersheit möglich, die den Einen aus seiner narzisstischen Hölle herausführt. Er setzt eine freiwillige Selbstaberkennung […] in Gang. Ein besonderes Schwach-Werden erfasst das Subjekt der Liebe, das jedoch gleichzeitig von einem Gefühl der Stärke begleitet wird.“

## Auszeichnungen
Melancholia wurde für mehr als 70 internationale Filmpreise nominiert, von denen Lars von Triers Regiearbeit über 30 gewinnen konnte. Eine Auswahl der gewonnenen Preise:
- 2011: Internationale Filmfestspiele von Cannes – Beste Darstellerin (Kirsten Dunst)
- 2011: drei Europäische Filmpreise – Bester Film, Beste Kamera und Bestes Szenenbild (Jette Lehmann, Nominierung für Kirsten Dunst als beste Darstellerin)
- 2011: AACTA International Award – Nominierung als Beste Hauptdarstellerin: Kirsten Dunst
- 2011: Alliance of Women Film Journalists Award – Nominierung als Beste Darstellerin: Kirsten Dunst
- 2011: Central Ohio Film Critics Association – Nominierung als Beste Darstellerin: Kirsten Dunst
- 2011: Chicago Film Critics Association Award – Nominierung als Beste Darstellerin: Kirsten Dunst
- 2011: Chlotrudis Award – Nominierung als Beste Darstellerin: Kirsten Dunst
- 2011: Dallas-Fort Worth Film Critics Association Award – Nominierung als Beste Darstellerin: Kirsten Dunst
- 2011: Denver Film Critics Society Award – Nominierung als Beste Darstellerin: Kirsten Dunst
- 2011: Indie Wire Critics Survey – Nominierung als Beste Darstellerin: Kirsten Dunst
- 2011: LA Weekly Film Poll – Nominierung als Beste Darstellerin: Kirsten Dunst (3. Platz)
- 2011: London Critics’ Circle Film Award als Beste Darstellerin: Kirsten Dunst
- 2011: New York Film Critics Circle Award als Beste Darstellerin: Kirsten Dunst (3. Platz)
- 2011: Los Angeles Film Critics Association Award – Nominierung als Beste Darstellerin: Kirsten Dunst (2. Platz)
- 2011: Online Film Critics Society Award – Nominierung als Beste Darstellerin: Kirsten Dunst
- 2011: Hamptons International Film Festival – Lobende Erwähnung für den Besten Nachwuchsdarsteller (Alexander Skarsgård)
- 2012: Bodil – Bester dänischer Film und Beste Kamera
- 2012: Kansas City Film Critics Circle Award – Beste Hauptdarstellerin (Kirsten Dunst)
- 2012: zwei National Society of Film Critics Awards – Bester Film und Beste Hauptdarstellerin (Kirsten Dunst)
- 2012: Premio Sant Jordi – Beste ausländische Darstellerin (Kirsten Dunst)
- 2012: zehn Robert-Filmpreise – Bester dänischer Film, Beste Regie, Beste Hauptdarstellerin (Kirsten Dunst), Beste Nebendarstellerin (Charlotte Gainsbourg), Bestes Drehbuch, Beste Kamera, Bester Schnitt, Beste Spezialeffekte (Hummer Høimark und Peter Hjorth), Bestes Szenenbild (Jette Lehmann) und Bester Ton (Kristian Eidnes Andersen)
- 2012: Saturn Award – Beste Hauptdarstellerin (Kirsten Dunst)
- 2012: Syndicat Français de la Critique de Cinéma et des Films de Télévision – Bester ausländischer Film

2016 belegte Melancholia bei einer Umfrage der BBC zu den 100 bedeutendsten Filmen des 21. Jahrhunderts den 43. Platz.

## Nachwirken
Die Oper Melancholia des schwedischen Komponisten Mikael Karlsson und des kanadischen Librettisten Royce Vavrek basiert auf dem Film. Sie wurde 2023 an der Königlichen Oper in Stockholm uraufgeführt.